# نيك تومسون (متسابق يخت)
نيك تومسون (بالإنجليزية: Nick Thompson)‏ هو متسابق يخت بريطاني، ولد في 5 مايو 1986 في ساوثهامبتون في المملكة المتحدة.

## وصلات خارجية
- نيك تومسون على موقع الاتحاد الدولي للملاحة الشراعية (موقع جديد) (الإنجليزية)
- نيك تومسون على موقع الاتحاد الدولي للملاحة الشراعية (موقع قديم) (الإنجليزية)
- نيك تومسون على موقع اللجنة الأولمبية الدولية (الإنجليزية)
- نيك تومسون على موقع أوليمبيديا (الإنجليزية)
- نيك تومسون على موقع اللجنة الأولمبية البريطانية (الإنجليزية)